# NGC 4200
NGC 4200 is een lensvormig sterrenstelsel in het sterrenbeeld Maagd. Het hemelobject werd op 17 april 1784 ontdekt door de Duits-Britse astronoom William Herschel.

## Synoniemen
- UGC 7251
- MCG 2-31-57
- ZWG 69.96
- VCC 122
- PGC 39124